# Iano Imbeni
Iano Simão da Silva Imbeni (Bisáu; 2 de febrero de 1999) es un futbolista bisauguineano que juega como lateral izquierdo en el Club Deportivo Arenteiro de Primera Federación cedido por el  Deportivo de La Coruña. Es internacional con la Selección de fútbol de Guinea-Bisáu.

## Trayectoria
Iano es un jugador formado en el Benfica de Bissau de su país natal con el que debutó con 18 años tras haber sido formado en el Inter Bissau. En 2018, llega a Europa para jugar en el Associação Desportiva Os Limianos de Viana do Castelo, con el que disputa el Campeonato de Portugal, cuarta división de portuguesa.  
En la temporada 2019-20, firma por el C.D.C. Montalegre de la misma categoría.
En la temporada 2020-21, llega a España y firma por el Club Deportivo Choco del Grupo I de la Tercera División de España.
En la temporada 2021-22, firma por el Deportivo de La Coruña para formar parte de la plantilla del RC Deportivo Fabril de la Tercera Federación. Más tarde, con el filial deportivista consiguió el ascenso a Segunda Federación.
Tras hacerse oficial la incorporación al primer equipo del Deportivo de La Coruña, el 4 de febrero de 2024, hace su debut con el primer equipo en la Primera Federación, en un encuentro frente al CF Fuenlabrada.
En la temporada 2024-25 es cedido al C.D. Arenteiro.

### Internacional
El 15 de noviembre de 2021, debuta con la Selección de fútbol de Guinea-Bisáu en un encuentro frente a Sudán, clasificatorio para la Copa Mundial de Fútbol de 2022.

## Clubes
Actualizado al último partido disputado el 15 de septiembre de 2024.
| Club                              | País         | Año       | Partidos | Goles |
| --------------------------------- | ------------ | --------- | -------- | ----- |
| Benfica de Bissau                 | Guinea-Bisáu | 2017-2018 | 2        | 0     |
| Associação Desportiva Os Limianos | Portugal     | 2018-2019 | 27       | 4     |
| Montalegre                        | España       | 2019-2020 | 20       | 7     |
| CD Choco                          | España       | 2020-2021 | 28       | 4     |
| RC Deportivo Fabril               | España       | 2021-2024 | 71       | 8     |
| Deportivo de La Coruña            | España       | 2024-act. | 7        | 0     |
| C.D. Arenteiro                    | España       | 2024-act. | 10       | 0     |